# منحنى الطلب

في علم الاقتصاد، يمثل منحنى الطلب رسمًا بيانيًّا يوضّح العلاقة بين سعر سلعة معينة (المحور الصادي) وكمية تلك السلعة المطلوبة بذلك السّعر (المحور السيني). قد تستخدم منحنيات الطلب لنمذجة علاقة السعر-الكميّة بالنسبة لمستهلك معيّن (منحنى الطلب الفردي)، أو بشكل أكثر شيوعًا بالنسبة لكل المستهلكين في سوق معينة (منحنى الطلب السوق). يفترض بشكل عام أن تتناقص منحنيات الطلب لأسفل، كما هو موضح في الصورة المجاورة. وذلك بسبب قانون الطلب: بالنسبة لمعظم السلع، فإن الكميّة المطلوبة ستقل استجابة للزيادة في الأسعار، وستزداد استجابة لانخفاض الأسعار.

## شكل منحنى الطلب
غالبًا ما تُرسم منحنيات الطلب على هيئة خطوط مستقيمة، وتكون a و b معاملات:
{\displaystyle Q=a+bP{\text{ where }}b<0}
يشمل الثابت a آثار كل العوامل من غير السعر التي تؤثر على الطلب. على سبيل المثال: إذا تغير الدخل، سيُمثّل أثر التغير في قيمة "a" وسينعكس على الرسم البياني على أنه تغيّر في منحنى الطلب. الثابت b هو ميل منحنى الطلب ويظهر كيف أن سعر المنتج يؤثر على الكمية المطلوبة.
يستخدم الرسم البياني لمنحنى الطلب دالة الطلب العكسية التي يُعبّر فيها عن السعر كدالة تعتمد على الكميّة. يمكن تحويل الشكل القياسي لمعادلة الطلب إلى المعادلة العكسية بحل P:
{\displaystyle P={\frac {Q}{b}}-{\frac {a}{b}}}

## إزاحة منحنى الطلب
تحدث إزاحةٌ في منحنى الطلب عندما يحدث تغير في أي محدد له غير السعر، ما يؤدي إلى تشكّلٍ مُنحنى طلبٍ جديد. المحددات غير السعرية للطلب هي تلك الأشياء التي ستتسبب في تغييره حتى إذا بقيت الأسعار على حالها - وبعبارة أخرى، الأشياء التي قد تؤثر تغيراتها على سلوك المستهلك في شراء سلعة حتى إذا ظل سعر السلعة دون تغيير.
من بين العوامل الأكثر أهمية أسعار السلع المرتبطة (البدائل والمكملة على حد سواء)، والدخل، والسكان، والتوقعات. بما أن الطلب هو رغبة المستهلك وقدرته على شراء سلعة في ظل الظروف السائدة؛ فإن أي ظرف يؤثر على رغبة المستهلك أو قدرته على شراء السلع أو الخدمة المعنيّة قد يكون محددًّا غير سعري للطلب. على سبيل المثال، يمكن أن يكون الطقس عاملًا في الطلب على البيرة أثناء مباراة بيسبول.

### العوامل التي تؤثر على الطلب الفردي
- التغيرات في أسعار السلع المرتبطة (البدائل والمكملات)
- التغيرات في الدخل القابل للتصرف، ويرتبط حجم الإزاحة بمدى مرونة الطلب بالنسبة للدخل.
- التغيرات في الأذواق والتفضيلات. من المفترض أن تكون الأذواق والتفضيلات ثابتة في الأجل القصير. يشكّل هذا الافتراض للتفضيلات الثابتة شرطًا ضروريًّا لتجميع منحنيات الطلب الفردي لاستخلاص منحى نى طلب السوق.
- التغيرات في التوقعات والاحتمالات.

### العوامل التي تؤثر على طلب السوق
بالإضافة إلى العوامل التي يمكن أن تؤثر على الطلب الفردي، هناك ثلاثة عوامل يمكن أن تسبب بإزاحة لمنحنى طلب السوق، وهي:
- تغير في عدد المستهلكين
- تغير في توزيع الأذواق بين المستهلكين
- تغير في توزيع الدخل بين المستهلكين ذوي الأذواق المختلفة.[6]

## الضرائب والإعانات
لا تغير ضريبة المبيعات على السلعة منحنى الطلب بشكل مباشرٍ، وذلك إذا كان محور السعر في الرسم البياني يمثل السعر شاملًا الضريبة. على نحوٍ مماثل، لا يغيّر الدعم الحكوميّ للسلعة منحنى الطلب بشكل مباشرٍ أيضًا إذا كان محور الأسعار في الرسم البياني يمثل السعر بعد أخذ ذلك الدعم بعين الاعتبار.
إذا كان محور السعر في الرسم البياني يمثل السعر قبل إضافة الضريبة و/أو طرح الدعم، فإن منحنى الطلب يزاح إلى الداخل عند إدخال الضريبة، وإلى الخارج عند طرح الدعم.